# Moschiola kathygre
Moschiola kathygre — вид одних з найдрібніших парнокопитих ссавців.

## Поширення
Населяє вологі райони Шрі-Ланки. Вільно входить на рисові поля. Вид більш рясний у вторинному лісі, ніж в первинному і зазвичай зустрічається на каучукових плантаціях і присадибних діляках.

## Зовнішній вигляд
Голова і тіло 43-51 см. Спина теплого жовтувато-коричневого кольору. Хутро тонке й грубе.

## Загрози та охорона
У минулі столітті основною загрозою була втрата середовища існування. Живе на охоронних територіях.